# Amanoa almerindae
Amanoa almerindae är en emblikaväxtart som beskrevs av Leal. Amanoa almerindae ingår i släktet Amanoa och familjen emblikaväxter. Inga underarter finns listade i Catalogue of Life.